# Nilo Zimmerman
Nilo Mur Zimmermann (* 22. Juli 1986 in Barcelona, Katalonien) ist ein spanischer Kameramann und Schauspieler.

## Leben
Er ist der Sohn der spanischen Schauspielerin Lydia Zimmermann (* 1966). Unter dem Namen Nilo Mur war er von 1997 bis 2014 als Schauspieler zu sehen. Für seine Leistungen in Héctor von 2004 wurde er für den Goya 2005 in der Kategorie Bester Nachwuchsdarsteller nominiert. Er spielte in den Erotikdramen Melissa P. – Mit geschlossenen Augen,  Tagebuch einer Nymphomanin und Luftschlösser/Liebesspiele mit.
Seit 2009 arbeitet Zimmerman als Kameramann und Beleuchter und war in dieser Funktion überwiegend an Kurzfilmen beteiligt.

## Filmografie

### Schauspieler
- 1997: Cròniques de la veritat oculta (Fernsehserie, Episode 1x01)
- 1999: Presence of Mind
- 2000: Das Meer (El mar)
- 2000: Crims (Fernsehserie, 2 Episoden)
- 2000: Gracia exquisita (Kurzfilm)
- 2002: Temps de silenci (Fernsehserie, Episode 2x21)
- 2003: The Tulse Luper Suitcases, Part 1: The Moab Story
- 2003: The Tulse Luper Suitcases: Antwerp
- 2004: La mirada violeta
- 2004: Héctor
- 2004: Febrer
- 2005: El calentito
- 2005: Melissa P. – Mit geschlossenen Augen (Melissa P.)
- 2007: Identidad
- 2008: Tagebuch einer Nymphomanin (Diario de una ninfómana)
- 2009: Luftschlösser/Liebesspiele (Castillos de cartón)
- 2009: Estació de l'oblit
- 2014: Troya (Kurzfilm)

### Kameramann
- 2009: Carlota (Kurzfilm)
- 2011: The Lion Shadows (Kurzfilm)
- 2012: Defeat the Label (Kurzfilm)
- 2012: The Avengers vs. The Economy (Kurzfilm)
- 2012: I Survived: Celebrity Massages (Kurzfilm)
- 2012: Introducing Funny or Die's Magazine: The Occasional (Kurzfilm)
- 2012: The Uninvited: A Red River Rivalry Nightmare (Kurzfilm)
- 2013: Dog Days (Kurzfilm)
- 2014: Pacifier & Blowpipe (Kurzfilm)
- 2016: Tiger (Kurzfilm)
- 2016: The Deserted
- 2016: María conversa (Dokumentation)
- 2017: Ma Belle (Kurzfilm)
- 2018: Nomeolvides (Kurzfilm)
- 2019: Boi
- 2020: Gang (Kurzfilm)
- 2021: ¡Corten!
- 2024: Salve María

### Technik und Beleuchtung
- 2011: Narcocorrido (Kurzfilm)
- 2011: Happy Birthday Michael Peck (Kurzfilm)
- 2012: Hilary Duff’s Pregnancy Secrets (Kurzfilm)
- 2012: Muppets vs. Goldman Sachs (Kurzfilm)
- 2012: The Hungover Games (Kurzfilm)
- 2012: Behind the Scenes of Hilary Duff’s Pregnancy Secrets (Kurzfilm)
- 2012: Stuck (Kurzfilm)
- 2012: Walk & Talk: The West Wing Reunion (Kurzfilm)
- 2012: Walk & Talk – The West Wing Reunion: Behind the Scenes (Kurzfilm)
- 2012: 100 Ghost Street – The Return of Richard Speck
- 2012: Touching Ourselves (Kurzfilm)
- 2012: Looper: Baldness Anxiety (Kurzfilm)
- 2012: First Kiss with Rachael Leigh Cook & Chad Michael Murray (Kurzfilm)
- 2012: The Woman for Mitt Romney (Kurzfilm)
- 2012: Children’s Theater Critic with Alfred Molina (Kurzfilm)
- 2012: Rejected Folgers Christmas Commercial (Kurzfilm)
- 2012: Rob Riggle's Got Your Back (Kurzfilm)
- 2013: Where Are My Dragons (Kurzfilm)
- 2017: The Fix